# Карасбург
Карасбург (на африкаанс: Karasburg) – е град в южна Намибия. Разположен е в едноименния регион Карас, областен център на административен окръг Карасбург. До 1939 г. името на града е Калкфонтейн. Броят на жителите му през 2005 г. е 6055 души.
В града се пресичат три главни пътища на Намибия. Отстои на 710 км от Виндхук, 862 км от Кейптаун и е само на 110 км от границата с ЮАР, където е граничния пункт Ариамсвлей. Карасбург е известен с развито овцевъдство в района. Той също е и важна спирка за транспортните средства превозващи товари между Намибия и ЮАР. В близост до града е изградено и летище. Той е и спирка на железопътната линия за Ъпингтън в ЮАР.
Градът е известен и с екстремалните си температурни разлики през годината. През дъждовния сезон тя достига со 48 градуса по Целзий, а през сухия сезон пада до 2 градуса.
В района има много частни резервати за диви животни, в които успешно се развъждат различни видове антилопи, чакали и каракали.